# HC Tábor
HC Tábor (celým názvem: Hockey Club Tábor) je český klub ledního hokeje, který sídlí ve městě Tábor v Jihočeském kraji. Založen byl v roce 1921 pod názvem DSK Tábor. Svůj poslední název nese od roku 1994. Od sezóny 2012/13 působí ve 2. lize, třetí české nejvyšší soutěži ledního hokeje. Klubové barvy jsou modrá a bílá.
Své domácí zápasy odehrává na zimním stadionu Tábor s kapacitou 5 200 diváků.

## Historie
První hokejový klub v Táboře vznikl v roce 1921 a nesl název Dělnický sportovní klub (DSK). Zápasy hrával na zamrzlé přehradě Jordán. Po válce působil krátce v nejvyšší Státní lize, jeho utkání proti I. ČLTK Praha (2:7) bylo první odehrané poválečné ligové utkání.
V Táboře vedle TJ Vodní stavby Tábor působil i vojenský klub VTJ Tábor (Vojenská tělovýchovná jednota Tábor). Před zahájením soutěžního ročníku 1987/88 došlo k přesunu týmu ASD Dukla Jihlava B z Písku do Tábora. Došlo tak ke změně názvů z VTJ Tábor na ASD Dukla Jihlava B a ASD Dukla Jihlava B na VTJ Písek. Pod hlavičkou ASD Dukla Jihlava B hrál tým až do sezony 1989/90, kdy se klub přejmenoval zpět na VTJ Tábor. Zůstal ovšem i nadále B-týmem Dukly Jihlava, takže se i přes vítězství v 1. ČNHL nemohl ucházet o postup do nejvyšší soutěže. V Táboře vykonávalo základní vojenskou službu mnoho hokejistů (např. Jiří Dopita a další). V roce 1993 se VTJ Tábor a TJ VS Tábor sloučily na HC VS VTJ Tábor. Jednu sezonu tak HC VS VTJ Tábor působil jak v první, tak druhé lize. Po skončení soutěže došlo k prodeji druholigové licence z HC VS VTJ Tábor „B“ do SK Znojemští Orli.
V sezoně 1994/95 sestoupil do 2. národní hokejové ligy, kde se v následujících sezónách většinou účastnil bojů v play-off.
V sezóně 2008/2009 se mu podařilo vyhrát základní část i play-off 2. ligy a následně se kvalifikovat do 1. ligy. Poté klub výrazně posílil kádr (přišli i bývalí reprezentanti), avšak musel se také potýkat s nepříznivou finanční situací. V květnu 2011 bylo proti němu zahájeno insolvenční řízení. Nakonec se klub vzdal účasti v 1. lize a následující sezónu hrál v Krajské hokejové lize Jihočeského kraje, kde se stal přeborníkem Jihočeského krajského přeboru, zvítězil v kvalifikaci o postup do baráže, v baráži přehrál HC Sršni Kutná Hora a postoupil do 2. ligy. V sezóně 2012/13 zvítězil i ve skupině západ 2. ligy, ovšem v baráži o 1. ligu neuspěl. V baráži táborští bojovali ještě v sezónách 2014/2015, 2015/2016 a 2021/22 ovšem ani tentokrát neuspěli. V sezóně 2024/25 ligu i následné play-off vyhrál, když ve finále porazil AZ Havířov (poměrem 4:1 na zápasy) a postoupil tak do Maxa ligy, druhé nejvyšší české ligy.

## Historické názvy
Zdroj:
- 1921 – DSK Tábor (Dělnický sportovní klub Tábor)
- 1949 – ČSSZ Tábor (Československé stavební závody Tábor)
- 1956 – TJ Tatran Tábor (Tělovýchovná jednota Tatran Tábor)
- 1960 – TJ Vodní stavby Tábor (Tělovýchovná jednota Vodní stavby Tábor)
- 1993 – fúze s VTJ Tábor ⇒ HC VS VTJ Tábor (Hockey Club Vodní stavby Vojenská tělovýchovná jednota Tábor)
- 1994 – HC Tábor (Hockey Club Tábor)

## Přehled ligové účasti
Stručný přehled
Zdroj:
- 1943–1944: Divize – sk. Jih (2. ligová úroveň v Protektorátu Čechy a Morava)
- 1944–1945: Českomoravská liga (1. ligová úroveň v Protektorátu Čechy a Morava)
- 1945–1947: Státní liga – sk. B (1. ligová úroveň v Československu)
- 1947–1949: Západočeská divize – sk. B (2. ligová úroveň v Československu)
- 1949–1950: Oblastní soutěž – sk. C1 (2. ligová úroveň v Československu)
- 1970–1971: Jihočeský krajský přebor (4. ligová úroveň v Československu)
- 1971–1973: Divize – sk. A (3. ligová úroveň v Československu)
- 1973–1975: Divize – sk. A (4. ligová úroveň v Československu)
- 1975–1976: Divize – sk. B (4. ligová úroveň v Československu)
- 1976–1977: 2. ČNHL – sk. A (3. ligová úroveň v Československu)
- 1977–1979: 2. ČNHL – sk. B (3. ligová úroveň v Československu)
- 1979–1983: Jihočeský krajský přebor (3. ligová úroveň v Československu)
- 1983–1985: Jihočeský krajský přebor (4. ligová úroveň v Československu)
- 1985–1987: 2. ČNHL – sk. B (3. ligová úroveň v Československu)
- 1987–1991: 2. ČNHL – sk. A (3. ligová úroveň v Československu)
- 1991–1993: 2. ČNHL – sk. B (3. ligová úroveň v Československu)
- 1993–1995: 1. liga (2. ligová úroveň v České republice)
- 1995–1997: 2. liga – sk. Západ (3. ligová úroveň v České republice)
- 1997–1998: 2. liga – sk. Východ (3. ligová úroveň v České republice)
- 1998–2001: 2. liga – sk. Západ (3. ligová úroveň v České republice)
- 2001–2008: 2. liga – sk. Střed (3. ligová úroveň v České republice)
- 2008–2009: 2. liga – sk. Západ (3. ligová úroveň v České republice)
- 2009–2011: 1. liga (2. ligová úroveň v České republice)
- 2011–2012: Jihočeská krajská liga (4. ligová úroveň v České republice)
- 2012–2016: 2. liga – sk. Západ (3. ligová úroveň v České republice)
- 2016–2018: 2. liga – sk. Střed (3. ligová úroveň v České republice)
- 2018–2019: 2. liga – sk. Jih (3. ligová úroveň v České republice)
- 2019–2020: 2. liga – sk. Střed (3. ligová úroveň v České republice)
- 2020–2022: 2. liga – sk. Jih (3. ligová úroveň v České republice)
- 2022–2025: 2. liga – Západní konference (3. ligová úroveň v České republice)
- 2025–: 1. liga (2. ligová úroveň v České republice)

Jednotlivé ročníky
Zdroj:
Legenda: ZČ - základní část, červené podbarvení - sestup, zelené podbarvení - postup, fialové podbarvení - reorganizace, změna skupiny či soutěže
| Protektorát Čechy a Morava (1943 – 1945) |                            |           |           |                                                                 |                      |
| Sezóny                                   | Soutěž                     | Úroveň    | ZČ        | Play-off, nadstavba, sk. o udržení...                           | Poznámky             |
| 1943/44                                  | Divize – sk. Jih           | 2. úroveň | 1. místo  | Zápas o 3. místo (výhra)                                        | Postup               |
| 1944/45                                  | Českomoravská liga         | 1. úroveň | –. místo  |                                                                 | Soutěž neodehrána    |
| Československo (1945 – 1993)             |                            |           |           |                                                                 |                      |
| Sezóny                                   | Soutěž                     | Úroveň    | ZČ        | Play-off, nadstavba, sk. o udržení...                           | Poznámky             |
| 1945/46                                  | 1. liga – sk. B            | 1. úroveň | 4. místo  |                                                                 |                      |
| 1946/47                                  | 1. liga – sk. B            | 1. úroveň | 5. místo  |                                                                 | Sestup               |
| 1947/48                                  | Západočeská divize – sk. B | 2. úroveň | –. místo  |                                                                 | Soutěž nedohrána     |
| 1948/49                                  | Západočeská divize – sk. B | 2. úroveň | 2. místo  |                                                                 | Reorganizace         |
| 1949/50                                  | Oblastní soutěž – sk. C1   | 2. úroveň | 5. místo  |                                                                 | Sestup               |
| ...                                      |                            |           |           |                                                                 |                      |
| 1970/71                                  | Jihočeský krajský přebor   | 4. úroveň | 1. místo  |                                                                 | Postup               |
| 1971/72                                  | Divize – sk. A             | 3. úroveň | 5. místo  |                                                                 |                      |
| 1972/73                                  | Divize – sk. A             | 3. úroveň | 5. místo  |                                                                 | Reorganizace         |
| 1973/74                                  | Divize – sk. A             | 4. úroveň | 1. místo  |                                                                 | Baráž                |
| 1974/75                                  | Divize – sk. A             | 4. úroveň | 2. místo  |                                                                 | Reorganizace         |
| 1975/76                                  | Divize – sk. B             | 4. úroveň | 1. místo  |                                                                 | Postup               |
| 1976/77                                  | 2. ČNHL – sk. A            | 3. úroveň | 3. místo  |                                                                 | Reorganizace         |
| 1977/78                                  | 2. ČNHL – sk. B            | 3. úroveň | 7. místo  |                                                                 |                      |
| 1978/79                                  | 2. ČNHL – sk. B            | 3. úroveň | 6. místo  |                                                                 | Reorganizace         |
| 1979/80                                  | Jihočeský krajský přebor   | 3. úroveň | ?. místo  |                                                                 |                      |
| 1980/81                                  | Jihočeský krajský přebor   | 3. úroveň | ?. místo  |                                                                 |                      |
| 1981/82                                  | Jihočeský krajský přebor   | 3. úroveň | ?. místo  |                                                                 |                      |
| 1982/83                                  | Jihočeský krajský přebor   | 3. úroveň | ?. místo  |                                                                 | Reorganizace         |
| 1983/84                                  | Jihočeský krajský přebor   | 4. úroveň | ?. místo  |                                                                 |                      |
| 1984/85                                  | Jihočeský krajský přebor   | 4. úroveň | 1. místo  |                                                                 | Postup               |
| 1985/86                                  | 2. ČNHL – sk. B            | 3. úroveň | 7. místo  |                                                                 |                      |
| 1986/87                                  | 2. ČNHL – sk. B            | 3. úroveň | 7. místo  |                                                                 | Reorganizace         |
| 1987/88                                  | 2. ČNHL – sk. A            | 3. úroveň | 6. místo  |                                                                 |                      |
| 1988/89                                  | 2. ČNHL – sk. A            | 3. úroveň | 7. místo  |                                                                 |                      |
| 1989/90                                  | 2. ČNHL – sk. A            | 3. úroveň | 4. místo  |                                                                 |                      |
| 1990/91                                  | 2. ČNHL – sk. A            | 3. úroveň | 6. místo  | Skupina o udržení A (3. místo)                                  | Reorganizace         |
| 1991/92                                  | 2. ČNHL – sk. B            | 3. úroveň | 5. místo  |                                                                 |                      |
| 1992/93                                  | 2. ČNHL – sk. B            | 3. úroveň | 5. místo  |                                                                 | Reorganizace         |
| Česko (1993 – )                          |                            |           |           |                                                                 |                      |
| Sezóny                                   | Soutěž                     | Úroveň    | ZČ        | Play-off, nadstavba, sk. o udržení...                           | Poznámky             |
| 1993/94                                  | 1. liga                    | 2. úroveň | 14. místo | Ne                                                              | Baráž                |
| 1994/95                                  | 1. liga                    | 2. úroveň | 14. místo | Ne                                                              | Baráž                |
| 1995/96                                  | 2. liga – sk. Západ        | 3. úroveň | 3. místo  | Ne                                                              |                      |
| 1996/97                                  | 2. liga – sk. Západ        | 3. úroveň | 11. místo | Ne                                                              | Reorganizace         |
| 1997/98                                  | 2. liga – sk. Východ       | 3. úroveň | 9. místo  | Ne                                                              | Reorganizace         |
| 1998/99                                  | 2. liga – sk. Západ        | 3. úroveň | 2. místo  | Semifinále (prohra 1:2 na zápasy s HC Papíroví Draci Šumperk)   |                      |
| 1999/00                                  | 2. liga – sk. Západ        | 3. úroveň | 7. místo  | Čtvrtfinále (prohra 2:0 na zápasy s HC Slovan Ústí nad Labem)   |                      |
| 2000/01                                  | 2. liga – sk. Západ        | 3. úroveň | 14. místo | Ne                                                              | Reorganizace         |
| 2001/02                                  | 2. liga – sk. Střed        | 3. úroveň | 11. místo | Ne                                                              |                      |
| 2002/03                                  | 2. liga – sk. Střed        | 3. úroveň | 6. místo  | Čtvrtfinále (prohra 1:2 na zápasy s HC Klášterec nad Ohří)      |                      |
| 2003/04                                  | 2. liga – sk. Střed        | 3. úroveň | 7. místo  | Osmifinále (prohra 1:2 na zápasy s SHC Klatovy)                 |                      |
| 2004/05                                  | 2. liga – sk. Střed        | 3. úroveň | 4. místo  | Osmifinále (prohra 2:3 na zapasy s HC Klášterec nad Ohří)       |                      |
| 2005/06                                  | 2. liga – sk. Střed        | 3. úroveň | 6. místo  | Osmifinále (prohra 1:3 na zápasy s HC Řisuty)                   |                      |
| 2006/07                                  | 2. liga – sk. Střed        | 3. úroveň | 4. místo  | Osmifinále (prohra 2:3 na zápasy s HC Klatovy)                  |                      |
| 2007/08                                  | 2. liga – sk. Střed        | 3. úroveň | 5. místo  | Osmifinále (prohra 2:3 na zápasy s HC Řisuty)                   | Reorganizace         |
| 2008/09                                  | 2. liga – sk. Západ        | 3. úroveň | 1. místo  | Semifinále (výhra 3:1 na zápasy s KLH Vajgar Jindřichův Hradec) | Baráž                |
| 2009/10                                  | 1. liga                    | 2. úroveň | 9. místo  | Osmifinále (prohra 2:3 na zápasy s SK Kadaň)                    |                      |
| 2010/11                                  | 1. liga                    | 2. úroveň | 13. místo | Ne                                                              | Odhlášení ze soutěže |
| 2011/12                                  | Jihočeská krajská liga     | 4. úroveň | 1. místo  | Finále (výhra 2:1 na zápasy s HC David Servis České Budějovice) | Baráž                |
| 2012/13                                  | 2. liga – sk. Západ        | 3. úroveň | 1. místo  | Finále (výhra 3:1 na zápasy s HC Řisuty)                        | Baráž                |
| 2013/14                                  | 2. liga – sk. Západ        | 3. úroveň | 2. místo  | Semifinále (prohra 1:3 na zápasy s SC Kolín)                    |                      |
| 2014/15                                  | 2. liga – sk. Západ        | 3. úroveň | 3. místo  | Semifinále (výhra 3:2 na zápasy s HC Baník Sokolov)             | Baráž                |
| 2015/16                                  | 2. liga – sk. Západ        | 3. úroveň | 2. místo  | Semifinále (výhra 3:1 na zápasy s SKLH Žďár nad Sázavou)        | Baráž                |
| 2016/17                                  | 2. liga – sk. Střed        | 3. úroveň | 2. místo  | Čtvrtfinále (prohra 1:3 na zápasy s HC Vlci Jablonec nad Nisou) |                      |
| 2017/18                                  | 2. liga – sk. Střed        | 3. úroveň | 5. místo  | Osmifinále (prohra 0:3 na zápasy HC Moravské Budějovice 2005)   | Reorganizace         |
| 2018/19                                  | 2. liga – sk. Jih          | 3. úroveň | 6. místo  | Ne                                                              | Reorganizace         |
| 2019/20                                  | 2. liga – sk. Střed        | 3. úroveň | 2. místo  | play-off zrušeno kvůli pandemii covidu-19                       | Reorganizace         |
| 2020/21                                  | 2. liga – sk. Jih          | 3. úroveň | neurčeno  | Ne                                                              | Nedohráno            |
| 2021/22                                  | 2. liga – sk. Jih          | 3. úroveň | 1. místo  | Finále (výhra 4:1 na zápasy s HC Příbram)                       | Baráž                |
| 2022/23                                  | 2. liga – sk. Západ        | 3. úroveň | 4. místo  | Osmifinále (prohra 1:3 na zápasy s HC Příbram)                  |                      |
| 2023/24                                  | 2. liga – sk. Západ        | 3. úroveň | 2. místo  | Semifinále (prohra 3:4 na zápasy s AZ Havířov)                  |                      |
| 2024/25                                  | 2. liga – sk. Západ        | 3. úroveň | 1. místo  | Finále (výhra 4:1 na zápasy s AZ Havířov)                       | Postup               |

## Galerie

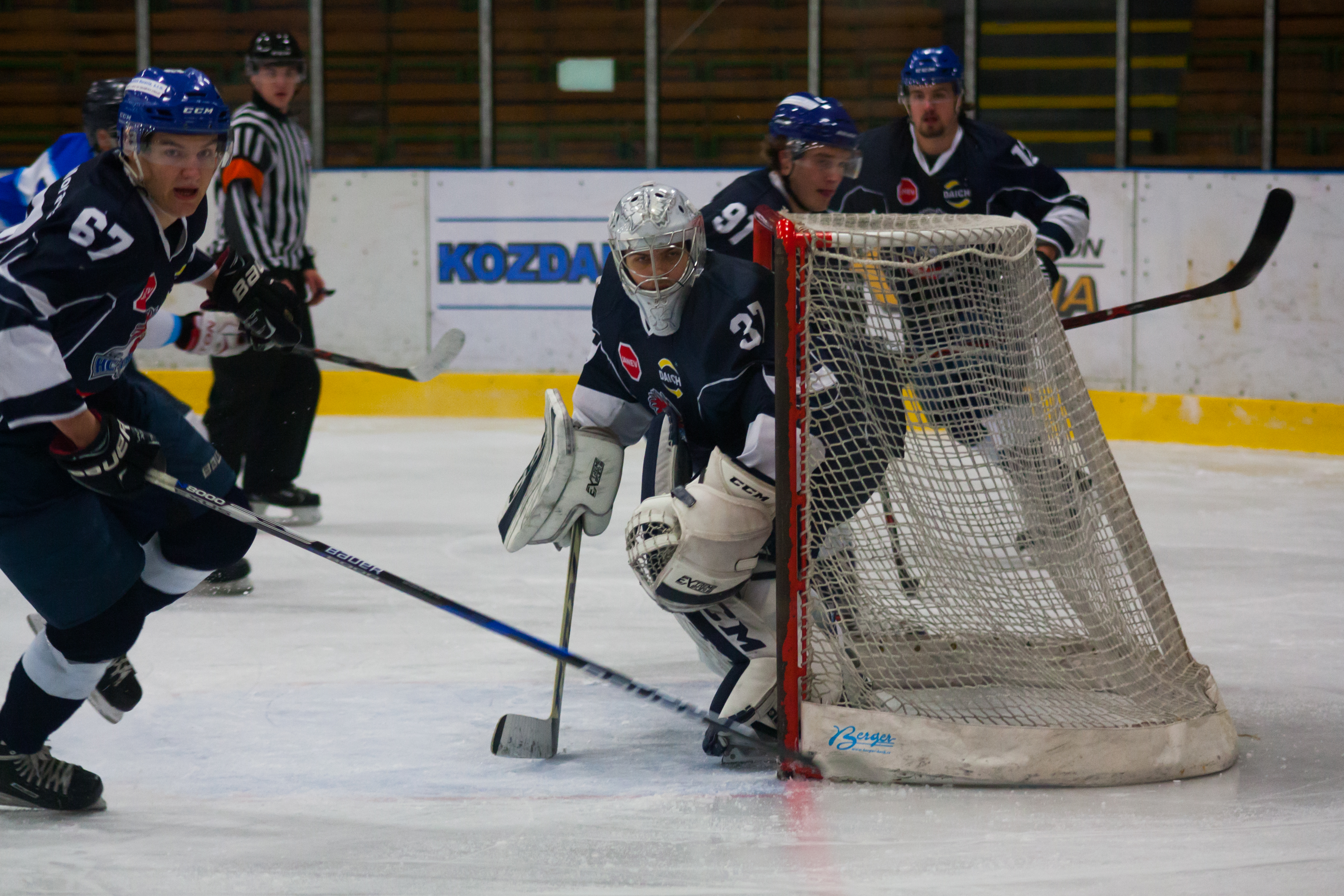
Brankář HC Tábor (2019)
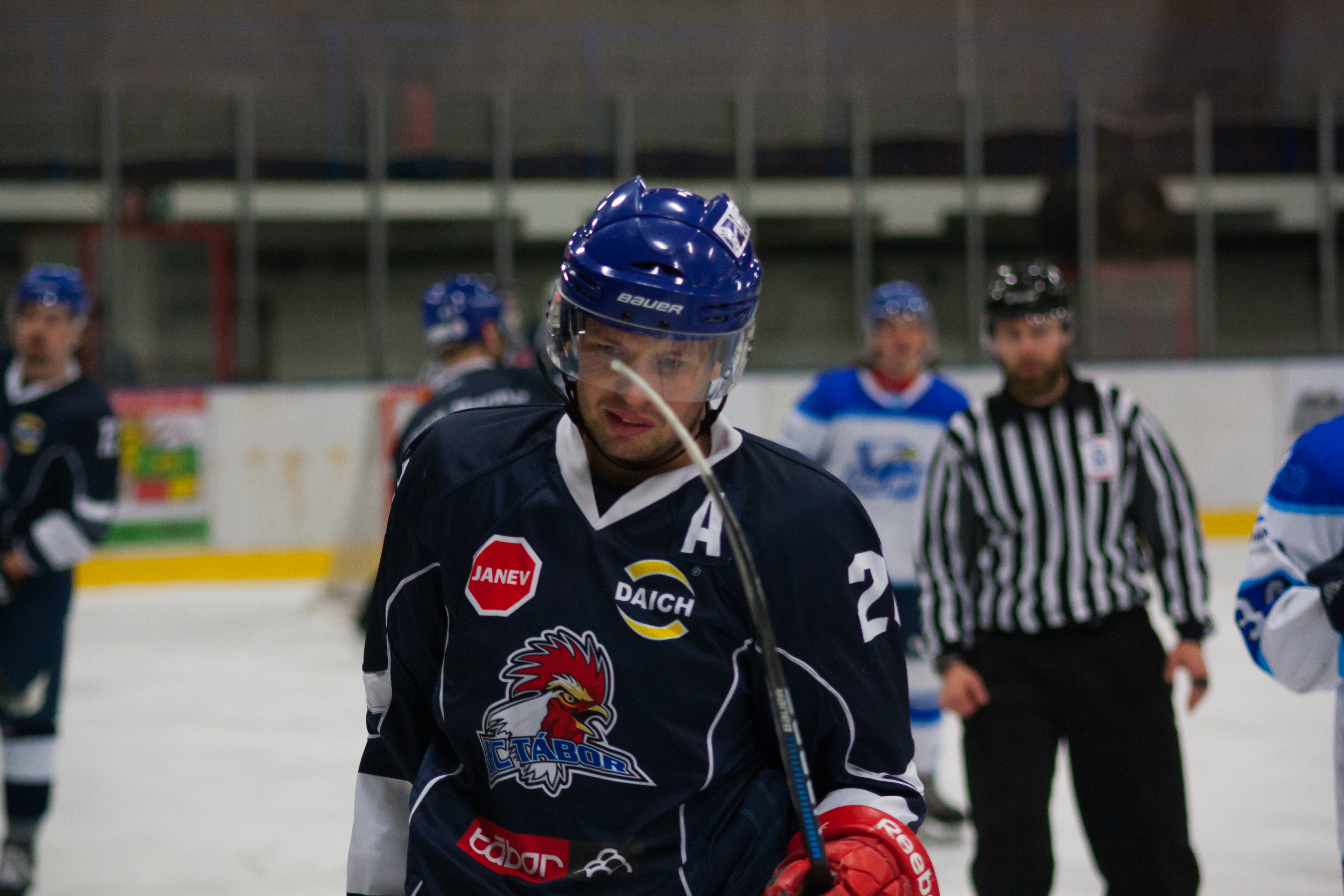
Hráč HC Tábor (2019)
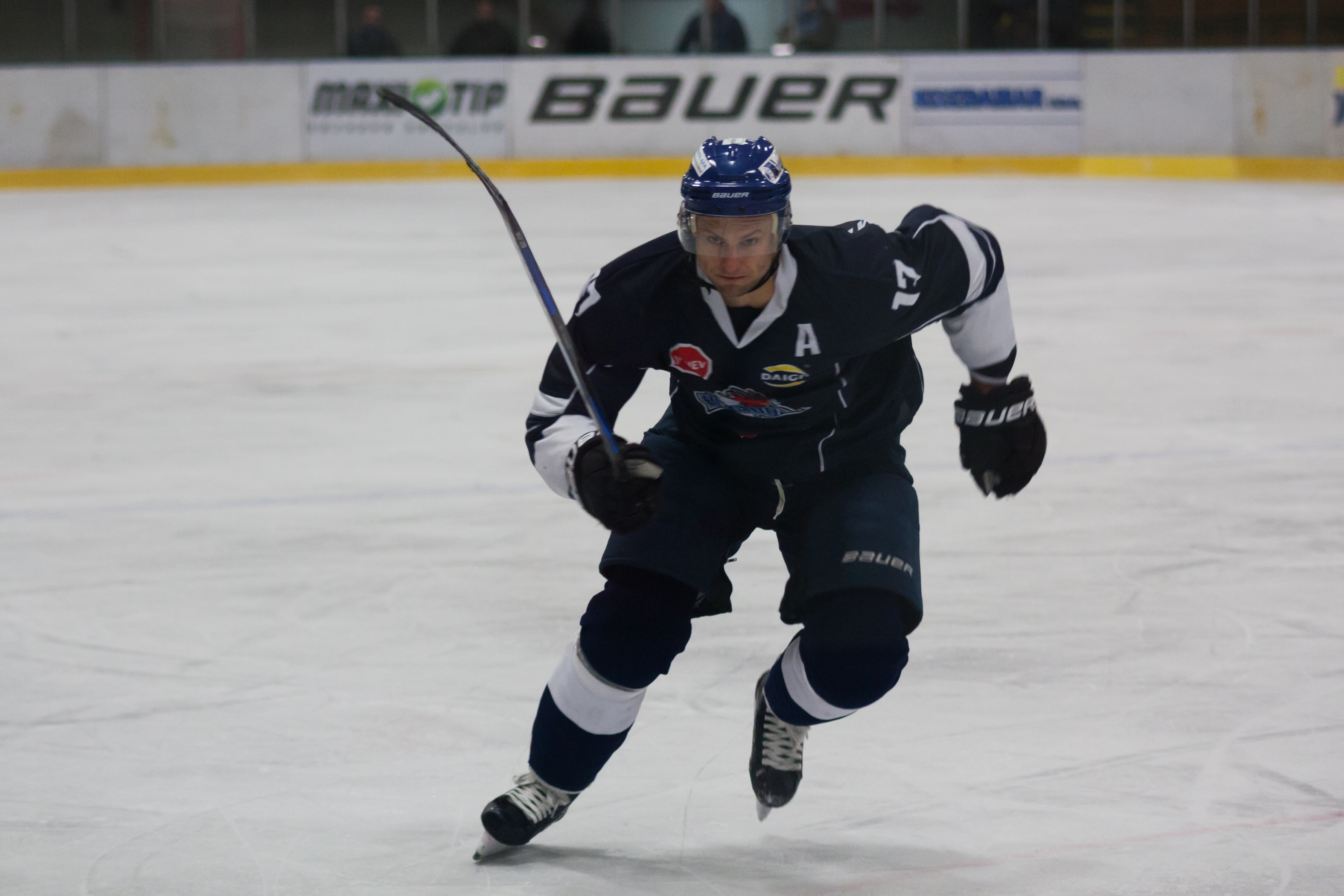
Venkovní zápas HC Tábor s HC Orlová (2019)
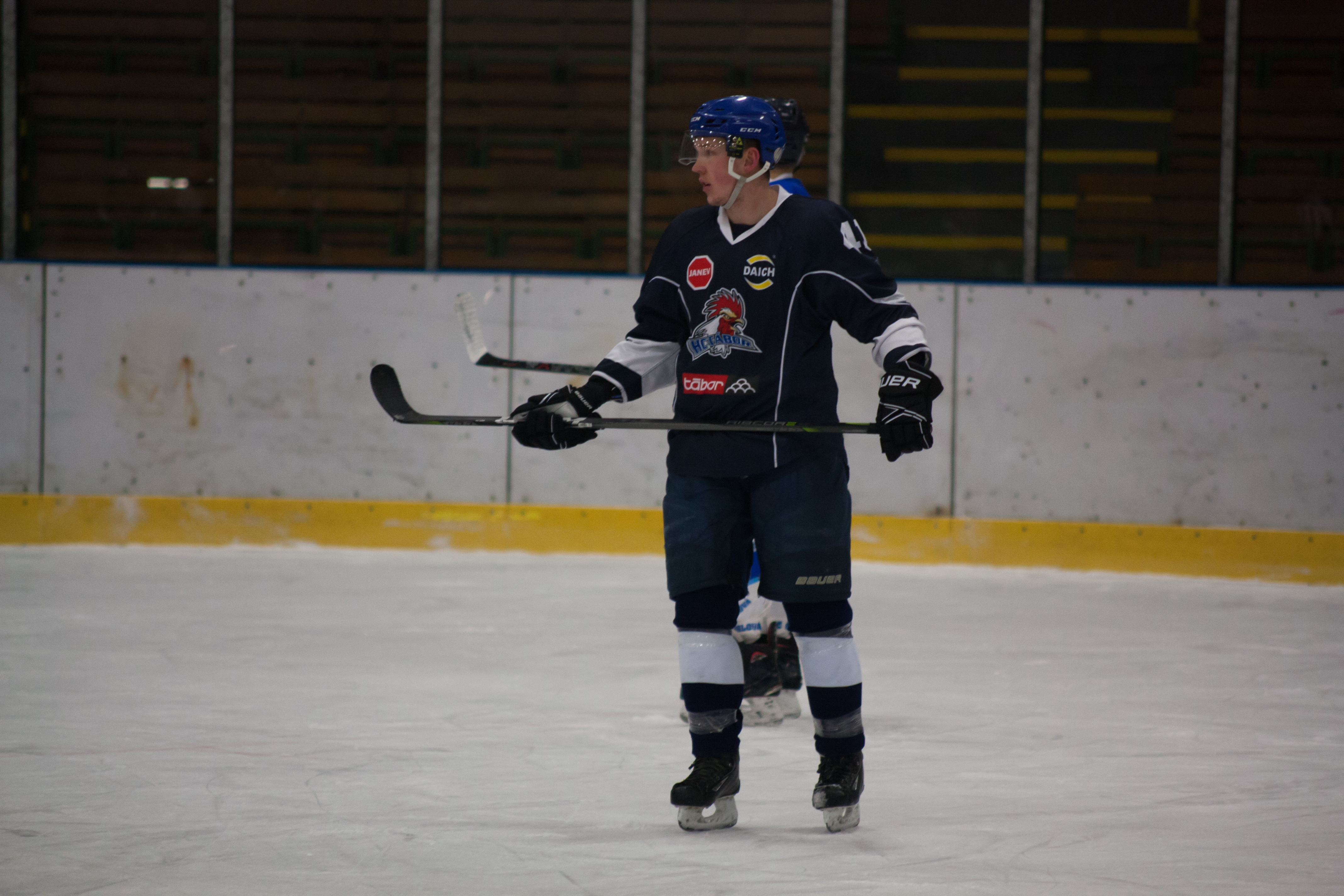
Hráč HC Tábor (2019)